# Storyboard
Et storyboard er det billedmateriale, som en instruktør og en storyboarder + evt. en kameramand laver sammen, for at have en visuel repræsentation af hvordan den færdige film skal se ud. Storyboardet beskriver hver ny kameraindstilling, og giver et overblik over hvilke vinkler af de givne rum det er nødvendigt at visualisere og hvilke skuespillere det er nødvendigt at have tilstede samtidigt på sættet. 
En storyboarder er som regel illustrator, animator eller tegneserietegner.
Af danske storyboardere kan nævnes Jan Solheim, Lars Munck, Simon Bang, Sune Elskær.

## Formål
Et grundigt storyboard er et bidrag til en grundig og økonomisk fordelagtig produktionsplanlægning; filmen kan nærmest rå-klippes på forhånd og det bliver mindre nødvendigt at samle op på manglende klip og indstillinger efterfølgende – hvor en genopbygning af scenografien vil være uforholdsmæssig dyr. 
Derudover kan storyboardet bruges af instruktøren til at bevare den kunstneriske kontrol. Instruktøren Alfred Hitchcocks film havde som regel et storyboard. Alfred Hitchcock lærte af bitter erfaring kun at optage præcis de scener og klip som skulle med i hans film – kun på den måde kunne han undgå at filmselskabet skamklippede hans film.
En films skudliste kan udarbejdes fra storyboardet.

## Form
Storyboardet kan bestå af et billede i den ene side, med det som skal være i den færdige indstilling, og en tekst i den anden side med det der bliver sagt eller tekniske informationer til skuddet + pile i billedet der beskriver evt. bevægelse. En anden form for storyboard består af små (enten tegnede eller beskrevne) papirslapper, som sættes op på opslagstavler, sådan så der nemt kan rokeres rundt og justeres op det.
Til meget dyre produktioner – tegnefilm, actionfilm, eventyrfilm fremstilles derudover også ofte en animatic – som er et filmet storyboard med midlertidig lyd på, evt med animerede sekvenser